# Fujiwara no Saneyori

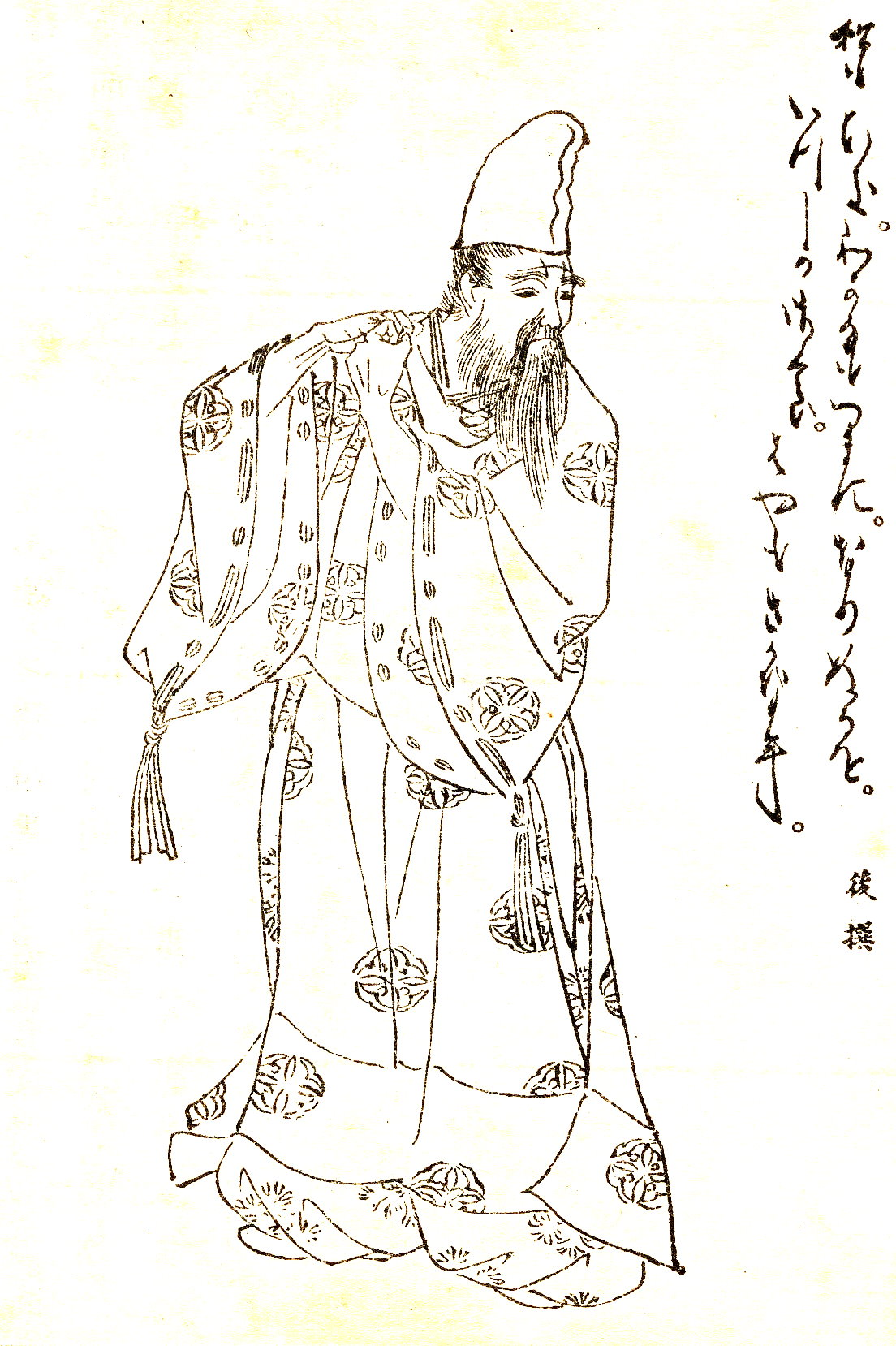
Fujiwara no Saneyori. (Historisierende Zeichnung von Kikuchi Yōsai, 19. Jhdt.)

Fujiwara no Saneyori (jap. 藤原 實頼; * 900; † 970) war als Nachfolger seines Vaters Regent (Kampaku) für den geisteskranken japanischen Kaiser Reizei und den minderjährigen En’yū.

## Lebensweg
Fujiwara no Saneyori war der älteste Sohn Tadahiras und ist auch als Ono-miya-dono bekannt. Eine gewisse Berühmtheit erreichte er als Poet, besonders für seine Waka-Gedichte, die im Seishinkō-shū (清慎公集) gesammelt sind. Im Jahr 960 wurde er vom Tennō als Juror in einem Gedichtwettbewerb bestimmt. Seine Memoiren in Tagebuchform tragen den Titel Seishin-kō-ki.
Nachdem er bereits seit 944 als Udaijin („Kanzler zur Rechten“) gedient hatte, stieg er 947 zum Sadaijin („Kanzler zur Linken“) auf. Im Jahr 967 wurde er, als Nachfolger seines Vaters, Regent für den geisteskranken japanischen Kaiser Reizei. Im darauffolgenden Jahr wurde er dann Dajō-Daijin (Großkanzler). Als Reizei auf den Thron verzichtete, wurde er Regent (sesshō) – ein Amt, das das volle sacerdotium der Tennō beinhaltete – für den minderjährigen En’yū.
Zwei seiner Töchter konnte Saneyori mit Kaisern verheiraten: Jusshi (述子) ehelichte Murakami (r. 946-67); Keishi (慶子) wurde Gemahlin des Go-Suzaku (r. 1036-45).